# Matthieu de Castro Malo
Matthieu de Castro Malo CO, auch Matheus de Castro Mahalo, (* 1604; † 20. Juli 1677) war ein römisch-katholischer Bischof.
Matthieu de Castro Malo wurde zum Priester für das Oratorium des heiligen Philip Neri geweiht. Am 14. November 1637 ernannte Papst Urban VIII. ihn zum ersten Apostolischen Vikar von Idalcan und Titularbischof von Chrysopolis in Arabia. Am 30. November 1637 weihte Andrea Soffiani, Bischof von Santorini, ihn zum Bischof. Mitkonsekratoren waren Domenico Marengo, Bischof von Syros und Milos, und Giacomo Della Rocca, Bischof von Termia. Papst Clemens IX. nahm 1668/1669 seinen Rücktritt an.